# Pelteobagrus intermedius
Pelteobagrus intermedius is een straalvinnige vissensoort uit de familie van stekelmeervallen (Bagridae). De wetenschappelijke naam van de soort is voor het eerst geldig gepubliceerd in 1927 door Nichols & Pope.